# Amanda Akuokor Clinton
Amanda Akuokor Clinton est la PDG de Bitcoin Exchange Africa et cofondatrice du cabinet d'avocats Clinton Consultancy, un cabinet de conseil actif dans toute l'Afrique ainsi que la première femme candidate à la présidence de la Fédération ghanéenne de football,,,.

## Biographie

### Éducation
Amanda Clinton est admise successivement au barreau anglais en 2006 et au barreau ghanéen en 2009 et dans la période de 2002 à 2003, elle obtient une maîtrise en politique africaine à l'Université de Londres ,.

### Carrière
Clinton est un expert spécialisé non seulement en entrée sur le marché mais aussi en contentieux  dans le droit commercial et la gestion de crise en l'Afrique. Elle occupe un poste au bureau du procureur général du Ghana pendant 42 mois et durant cette période, l'une des affaires sur lesquelles elle travaille a rapport à la société pétrolière Kosmos et à la marée noire déroulée en 2010. En outre, elle est la  fondatrice du cabinet de conseil Clinton qui a des locaux aux Ghana, en Sierra Leone, au Nigéria et en Égypte ,.
En 2018, elle est engagée par certains clients de la société de négoce d'or disparue, Menzgold, pour les représenter devant les tribunaux alors qu'ils se battent pour récupérer leur argent auprès de la société. Avant cela, elle  représente la Fédération ghanéenne de football pour prouver  que l'institution n'est pas fondée d'un point de vue légal par le gouvernement et la FIFA,,.

### Fédération ghanéenne de football
En 2019, Clinton participe aux élections présidentielles de la Fédération ghanéenne de football, faisant d'elle la première femme candidate aux présidentielles,,. Le 25 octobre 2019, elle perd les élections où Kurt Okraku emerge en tant que président-élu de l'Association Ghanéenne de football,. Au terme des élections, elle montre sa gratitude à l'Accra Hearts of Oak parce qu'il est le club ayant nommé et supporté sa candidature pour devenir la première femme présidente de la fédération.